# Denis Borisovič Kireev
Denis Borisovič Kireev (in ucraino Кірєєв Денис Борисович?; Kiev, 1º gennaio 1977 – Kiev, 5 marzo 2022) è stato un banchiere e agente segreto ucraino.
Esperto del settore bancario con un passato in aziende internazionali come Citibank, Credit Lyonnais e ING Groep, dove si è specializzato nella gestione di fondi di private equity arrivando a ricoprire la carica di vicepresidente del consiglio di amministrazione di JSC Oschadbank, Kireev è noto per essere stato uno dei membri non ufficiali della prima delegazione negoziale ucraina che tentò di negoziare con la Russia in seguito all'invasione russa del Paese iniziata nel 2022. A partire dagli anni 2020, infatti, Kireev divenne un impiegato a tempo pieno della Direzione principale dell'intelligence del ministero della difesa ucraino (HUR), giocando un ruolo determinante, quantomeno stando alle dichiarazioni di Kyrylo Budanov, capo della direzione principale dell'intelligence ucraina, nel fallimento strategico del tentativo russo di prendere l'aeroporto Antonov condotto il 24 febbraio 2022, nella prima fase della sopraccitata invasione.

## Biografia
Laureatosi alla facoltà di management e marketing dell'Istituto Politecnico di Kiev Igor Sikorski alla fine degli anni 1990, Kireev proseguì poi gli studi presso gli studi presso l'Istituto di studi avanzati e sviluppo professionale del ministero della politica industriale ucraino, specializzandosi in finanza, e quindi presso l'Unico Banking Group di Amsterdam. Kireev iniziò quindi la propria carriera nel mondo bancario nel 2000, come responsabile del dipartimento delle operazioni valutarie e finanziarie presso Bank Credit Lyonnais Ukraine, proseguendo attraverso varie cariche e istituti bancari internazionali, fino ad arrivare, nel 2010, alla vicepresidenza del consiglio di amministrazione di JSC Oschadbank, dove rimase fino al 2014. Nel marzo 2016, Andrij Pishnij, allora a capo di Oschadbank, accusò Kireev di aver frodato l'istituto causandogli ingenti perdite.
Nel luglio 2020, il Servizio di sicurezza dell'Ucraina (SBU) aprì un procedimento penale nei confronti di Kireev, accusando l'uomo di essere al servizio dei servizi speciali russi. Secondo lo SBU, infatti, Kireev, che a partire dal 2006 aveva lavorato al servizio dei fratelli Andrij e Serhij Kljujev, due oligarchi ucraini vicini all'ex-presidente filo russo Viktor Janukovyč noti per le loro attività volte alla destabilizzazione dell'Ucraina a favore dei filo-russi, avrebbe aiutato i due a gestire i propri beni in Ucraina dopo la loro fuga avvenuta nel 2014 in seguito alla rivoluzione di Maidan, e avrebbe fatto sempre trapelare al Servizio federale per la sicurezza della Federazione Russa (FSB), presso il quale era conosciuto lo pseudonimo operativo "Khoroshiy", dati inerenti agli acquisti di armi destinate alle forze armate ucraine, nonché ai sistemi di arricchimento degli oligarchi ucraini.
Sempre secondo lo SBU, sarebbero state proprio le conoscenze strette in questo periodo negli ambienti finanziari russo e ucraino a consentire a Kireev di scalare i vertici dei già citati istituti finanziari, e il fatto che l'uomo avesse nel frattempo finanziato i volontari ucraini pronti a combattere contro i separatisti armati da Mosca nel Donbass sarebbe stata solamente una copertura. Tuttavia, tale prima incriminazione non ebbe alcuna conseguenza. Nel febbraio 2022 Kireev fu nuovamente accusato di lavorare per i servizi russi e di non aver mai smesso di tenere rapporti né con essi né con i Kljujev, recandosi per questo in Russia all'incirca ogni mese nel 2021.

### Ruolo nel conflitto russo-ucraino
Quando nel settembre 2021 la Federazione Russa iniziò ad ammassare truppe al confine con l'Ucraina in occasione dell'esercitazione militare Zapad 2021, svolta congiuntamente alle forze armate bielorusse dal 10 al 15 settembre 2021 e che per molti rappresenta una prova generale all'invasione dell'Ucraina che sarebbe scattata il 24 febbraio seguente, le agenzie di intelligence ucraine decisero di sfruttare le conoscenze di Kireev, chiedendo all'uomo di recarsi in russia per carpire informazioni. Dopo pochi giorni di permanenza in Russia, Kireev tornò in Ucraina e riferì alla dirigenza del direttorato principale dell'intelligence ucraina che il governo russo aveva intenzione di invadere il paese nel gennaio-febbraio del 2022. Tra le altre cose disse anche che i fratelli Kljujev avrebbero fatto parte del governo fantoccio che i russi avrebbero voluto installare dopo la caduta del legittimo governo ucraino.
Kireev fornì informazioni preziose anche il 23 febbraio 2022, poche ora prima dell'inizio dell'invasione, quando riferì all'intelligence le intenzioni russe di convogliare l'attacco sull'aeroporto di Kiev-Hostomel', noto anche come aeroporto Antonov. Ciò diede l'opportunità all'intelligence di farsi trovare pronta alla difesa, trasferendo presso l'aeroporto una quantità di personale e di attrezzature militari tali da far sì che l'attacco all'aeroporto si tramutasse in una sconfitta strategica per le forze armate russe, e che quindi sfumasse l'intendimento russo di conquistare Kiev in pochi giorni.
Il 28 febbraio 2022 Denis Kireev prese parte alla prima sessione dei colloqui di pace russo-ucraini che si tennero a Homel', in Bielorussia. Sebbene il suo nome non comparisse nell'elenco dei membri ufficiali della delegazione ucraina precedentemente pubblicato dal servizio stampa del presidente Zelens'kyj, nelle foto e nei video diffusi dai mass media è possibile vedere Kireev al tavolo delle trattative a fianco della delegazione ucraina. Successivamente, l'ufficio del presidente ha dichiarato che l'uomo stava svolgendo un incarico speciale del GUR del ministero della difesa ucraino come consulente su "questioni inerenti alla Federazione Russa", che non erano relative al processo di negoziazione. Conseguentemente a tali affermazioni, dopo la morte di Kireev, il GUR ha chiarito di aver coinvolto un agente speciale nei negoziati con la Russia al fine di ritardare il processo e guadagnare tempo per la preparazione di una difesa più efficace. In quest'ultimo rapporto, il già citato Budanov, capo del GUR, ha affermato che Kireev, che egli stesso aveva conosciuto nel 2009, era un agente sotto copertura e che sicuramente non faceva il doppio gioco, avendo superato diverse volte il test alla macchina della verità.

### La morte
Il 5 marzo 2022, mentre si stava recando alla stazione di Kiev, per poi partire alla volta della foresta di Białowieża, dove si sarebbe tenuta la seconda sessione dei colloqui di pace russo-ucraini, Kireev e gli agenti della sua scorta furono intercettati e fermati da auto dello SBU. Dopo aver intimato agli agenti di sicurezza di deporre le armi, gli agenti dello SBU fecero salire Kireev su un minibus. Secondo le ricostruzioni, Kireev è stato ucciso con un colpo alla nuca proprio a bordo di quel minibus, dato che il suo cadavere è stato rinvenuto 200 metri più avanti dopo circa un'ora e mezza.
Nel primo comunicato diffuso dai mass media ucraini si affermava che l'uomo fosse stato ucciso da agenti dello SBU, che lo avevano fermato con l'accusa di tradimento, durante un tentativo di fuga. Successivamente, però, il GUR ha negato le affermazioni dello SBU circa le attività di spia russa di Kireev, dichiarando invece, come già detto, che l'uomo era un collaboratore a tempo pieno del servizio di intelligence del ministero della difesa che era quindi stato ingiustamente giustiziato. In relazione all'omicidio di Kireev è stato dunque avviato un procedimento penale le cui indagini sono svolte dall'Ufficio Investigativo Statale (SBI). Kireev, che ha lasciato una moglie e tre figli, è stato sepolto a Kiev, nel cimitero Bajkove, accanto al primo ministro degli affari esteri dell'Ucraina, Anatolij Zlenko. Gli è stato attribuito postumo l'Ordine di Bogdan Chmel'nyc'kyj di III classe.